# Ninga (Cameroun)
Pour les articles homonymes, voir Ninga.
Ninga est un village de la commune de Massock-Songloulou; située dans le département de la Sanaga-Maritime et la région du Littoral au Cameroun. Il est situé sur la route qui lie Yoï à Issondjé, au niveau du carrefour vers Ibompoï.

## Population
En 1967, Ninga comptait 45 habitants, principalement Bassa.
Lors du recensement de 2005, 131 personnes y ont été dénombrées.